# Mahakam (folyó)

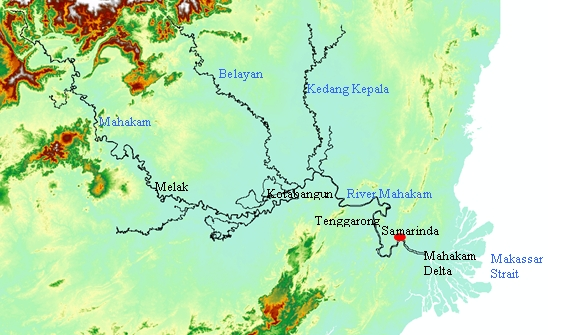
A Mahakam térképe

A Mahakam folyó Borneó harmadik leghosszabb és legbővizűbb folyója a Kapuas és a Barito után. A hegyvidéki Long Apari körzettől a Makassar-szorosba való torkolatáig 982 km-t tesz meg. A sziget legnagyobb városa, Samarinda (Kelet-Kalimantan tartomány fővárosa) 48 kilométerre fekszik a folyó torkolatától. Legnagyobb mellékfolyóival együtt jelentős és forgalmas viziutat képvisel. A Mahakam folyó deltájának sajátos mikroklímája van, amelyet a dagály és az apály befolyásol.

## Földrajza
A folyó Cemaruból ered, ahonnan délkelet felé folyik, és Muara Pahu városánál találkozik a Kedang Pahu folyóval. Innen a folyó kelet felé tart egy tőzeggel körülvett trópusi alföldi területen. Harminc sekély tó található ezen a területen, amelyek kis csatornákon keresztül kapcsolódnak a Mahakamhoz. A Semayang- és Melintang-tavakkal való összeköttetéstől lefelé a Mahakam három másik fő mellékfolyóval találkozik (Belayan, Telen, Kedang Rantau) és délkelet felé folyik, majd a Mahakam-deltában számos ágra bomolva a Makassar-szorosba ömlik.

## Geológiája
A Mahakam Borneó (Kalimantan) központi részén, Cemaruban 1681 m tszf. magasságban ered. Innen Batuayantól keletre 1652 méteren átvágja a sziget pre-tercier tengelyét, majd eléri Kutai harmadlagos medencéjét. Középső folyásán síkságon halad át, sok mocsaras tóval szegélyezve. Ezt a belső medencét, a Barito-medencétől egy széles, de legfeljebb 500 méter magasságú dombos szakasz választja el. E régió után a Mahakam átvág a Samarinda antiklinóriumon (több kisebb antiklinálisból álló, összetett gyűrődési boltozat) és eléri hordalékdeltáját, amely széles legyezőként nyúlik a tenger talpazatába.

## Éghajlata
A Mahakam vízgyűjtője az Egyenlítő körül van. Az átlagos évi csapadékmennyiség a vízgyűjtő területén 3163 mm. Az átlagos lefolyás 1911 mm körüli. Köppen éghajlati besorolása szerint ez a terület az Af típusba (trópusi esőerdő) tartozik, amelynek minimum hőmérséklete ≥18 °C, és a normál év legszárazabb hónapjának csapadéka ≥60 mm.

## Vízrajza
A Mahakam folyó az indonéziai Kelet-Kalimantan legnagyobb folyója 982 kilométeres hosszával és több mint 77 ezer km2 kiterjedésű vízgyűjtőjével. A vízrendszerére hulló több mint 3000 mm csapadék tekintélyes vízhozamot biztosít neki: a deltánál 2003 és 2016 között 4278 m3/s volt a közepes vízmennyisége. Vízhozama szezonálisan a legnagyobb ingadozást mutatja a többi nagy szigeti folyóhoz képest. A szárazabb években 2000, a csapadékos években 6000 m3/s körül alakul az átlagos vízhozama. Szélessége általában 300–500 m. Legkeskenyebb részén 145, legszélesebb pontján 1260 m széles. Középső és az alsó szakaszán átlagosan 8–15 m, Samarindánál 20 m mély (maximálisan 45 méter, ezzel a legmélyebb valamennyi nagy indonéz folyó között). Évi átlagos hordalékmennyisége a torkolatánál 50-100 millió tonna.

## Deltája
A Mahakam-delta egy folyóvízi árapály delta. Mintegy 1800 négyzetkilométeren terül el, a part közelében mangrove területekből, a központi területeken pedig nipa mocsarakból és a csúcs közelében síkvidéki erdőkből áll. Deltája az ún. "madárláb" típushoz tartozik (mint pl a Mississippié). A deltának három fő ága van, amelyek északkeletre, délkeletre és délre tartanak. A deltaágak közötti terület egy sor árapály csatornából áll, amelyek általában nincsenek kapcsolatban a fő ágakkal. Az elosztó csatornák keskenyek és egyenes vonalúak, mélységük 8-15 méter, és 10-15 kilométerenként megjelennek az újabb kiágazások.
A halászat ezen a területen a mangrove hatalmas területét garnélarák-tavakká (tambak) alakította át. A Mahakam-delta számos területét már természetes módon újra meghódította a mangrove növényzet, amely hozzájárul az ökoszisztéma helyreállításához. A mangrovék üledékképződést fokozó stratégiaként is funkcionálnak azáltal, hogy felfogják a hordalékot.
Ez az alsó Mahakam terület Indonézia második legtermékenyebb szénhidrogén-medencéje, amely olajat és gáztartalékot tartalmaz. Ezen a területen 1888-ban kezdték meg a terepi geológiai vizsgálatokat, és 1897-ben kutatófúrással 46 méteres mélységben találtak olajat. A munkák 1898-ban kezdődtek, majd a kutatás kiterjedt az egész Mahakam területre.

## A Mahakam-tavak
A Mahakam folyó medencéjében körülbelül 76 tó található, és körülbelül 30 tó található Mahakam középső részén, beleértve a három fő tavat (a 15 000 hektáros Jempang-tó, a 13 000 ha-os Semayang-tó és a 11 000 ha-os Melintang-tó). A tavak vízszintje szezonálisan ingadozik, száraz időszakban 0,5-1 méter, csapadékos időszakban hét méter. A Mahakam-tavak és a környező vizes élőhelyek természetes víztárolóként működnek. Ismert, hogy ezek a tavak egyre sekélyebbé válnak, feltehetően a folyó üledékbevitele miatt.
A Mahakam-tavak területén a halászat az elsődleges megélhetési forrás. A tavak körüli emberek többsége halász.

## Élővilága
Mahakam és ártere ökológiailag fontos régió. Összesen 147 őshonos édesvízi halfajt azonosítottak a Mahakamból. A Mahakam ad otthont az édesvízi Irrawaddy delfinnek (Orcaella brevirostris; a helyiek Pesutnak hívják), egy kritikusan veszélyeztetett faj, amely szerepel a CITES (A veszélyeztetett vadon élő állat- és növényfajok nemzetközi kereskedelméről szóló egyezmény) I. függelékében.
A Mahakam folyó vízgyűjtője szintén 298 madárfaj, köztük 70 védett és öt endemikus faj (borneói bronzpinty, borneói légyvadász, borneói pávafácán, borneói kék légykapó, borneói sörtésfejű gébics) fontos költő- és pihenőhelye.

## Fordítás
- Ez a szócikk részben vagy egészben  a   Mahakam River című angol Wikipédia-szócikk ezen változatának fordításán alapul.  Az eredeti cikk szerkesztőit annak laptörténete sorolja fel. Ez a jelzés csupán a megfogalmazás eredetét és a szerzői jogokat jelzi, nem szolgál a cikkben szereplő információk forrásmegjelöléseként.